# Волковышский уезд
Волковышский уезд — административная единица в составе Сувалкской губернии Российской империи. Центр — город Волковышки.

## История
Волковышский уезд был образован в 1867 году в составе Сувалкской губернии.
В 1919 году Волковышский уезд отошёл к Литве.

## Население
По данным переписи 1897 года в уезде проживало 76,9 тыс. чел. В том числе литовцы — 68,7 %; немцы — 15,9 %; евреи — 8,5 %; поляки — 3,9 %; русские — 2,1 %. В уездном городе Волковышки проживало 5788 чел., в заштатном городе Вержболово — 3293 чел.

## Административное деление
В 1913 году в уезде было 12 гмин: Бартники, Виштынец, Войткоболе (центр — с. Гражишки), Волковышки (центр — д. Новинники), Гиже, Зеленка, Карклины (центр — с. Кетурлоки), Кибарты (центр — г. Вержболово), Копсодзе, Ольвита, Поевонь, Поезиоры.